# Spielberg (Gnotzheim)

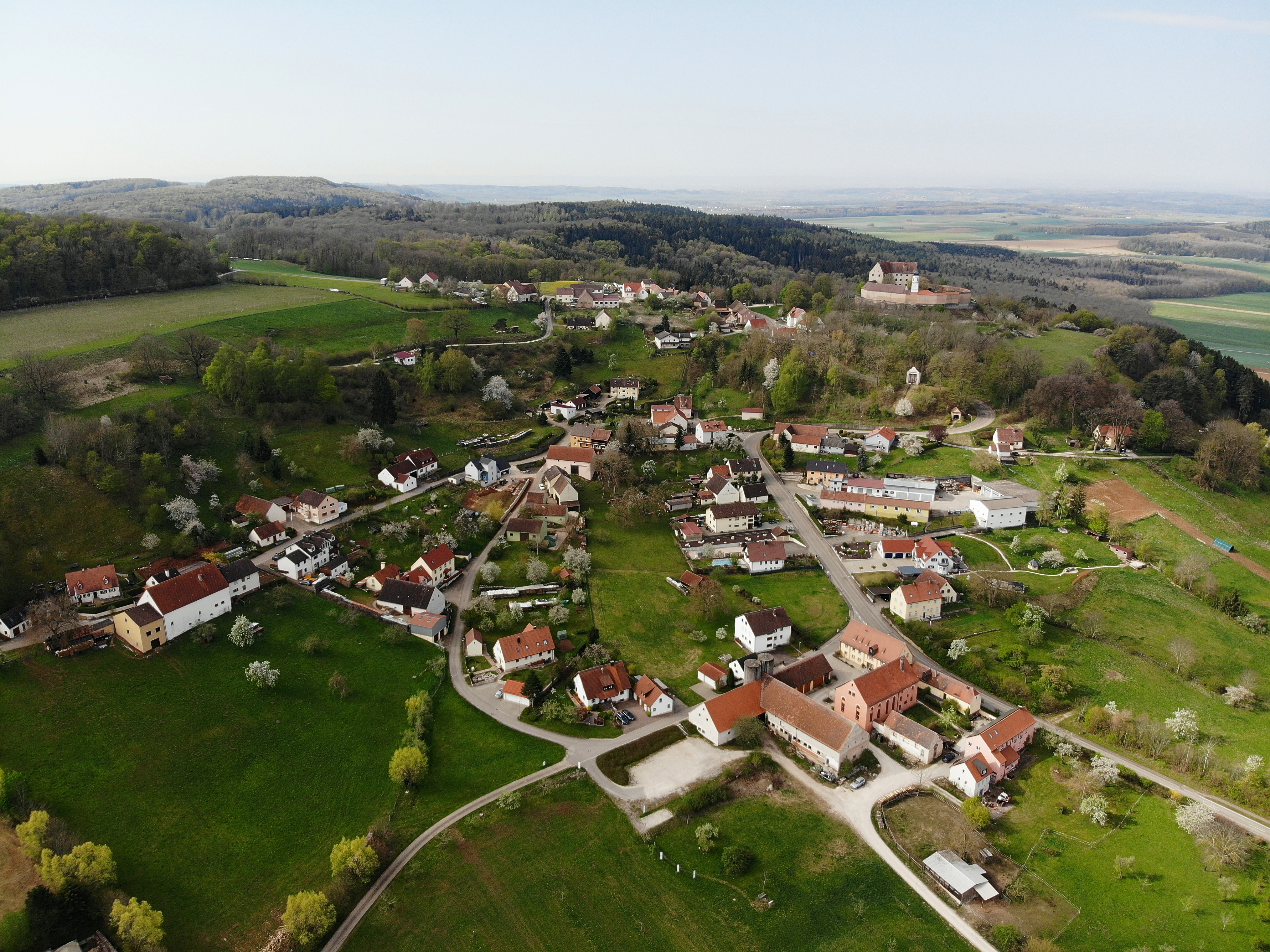
Luftaufnahme, Spielberg (2020)

Spielberg ist ein Gemeindeteil des Marktes Gnotzheim im Landkreis Weißenburg-Gunzenhausen (Mittelfranken, Bayern). Spielberg liegt in der Gemarkung Gnotzheim.

## Geografie
Das Kirchdorf Spielberg liegt eineinhalb Kilometer südlich von Gnotzheim auf dem an seinen Hängen teils bewaldeten Hagbucks am nördlichen Rand des Hahnenkamms, eines Ausläufers der Südlichen Frankenalb. In der Umgebung gibt es mehrere Quellen. Durch den Ort führt die Kreisstraße WUG 25 mit Anbindung an die Bundesstraße 466.
Die Jakobsweg von Nürnberg zum Bodensee, der Frankenweg und die Querverbindung Feuchtwangen – Pappenheim des Main-Donau-Wegs führen durch Spielberg. Weitere Fernwanderwege sind der Altmühltal-Panoramaweg, der Dr.-Fritz-Linnert-Weg und der Theodor-Bauer-Weg.

## Geschichte
Im Zuge der Gemeindegebietsreform verlor Spielberg am 1. April 1971 seine Selbständigkeit und wurde nach Gnotzheim eingemeindet.

## Baudenkmäler

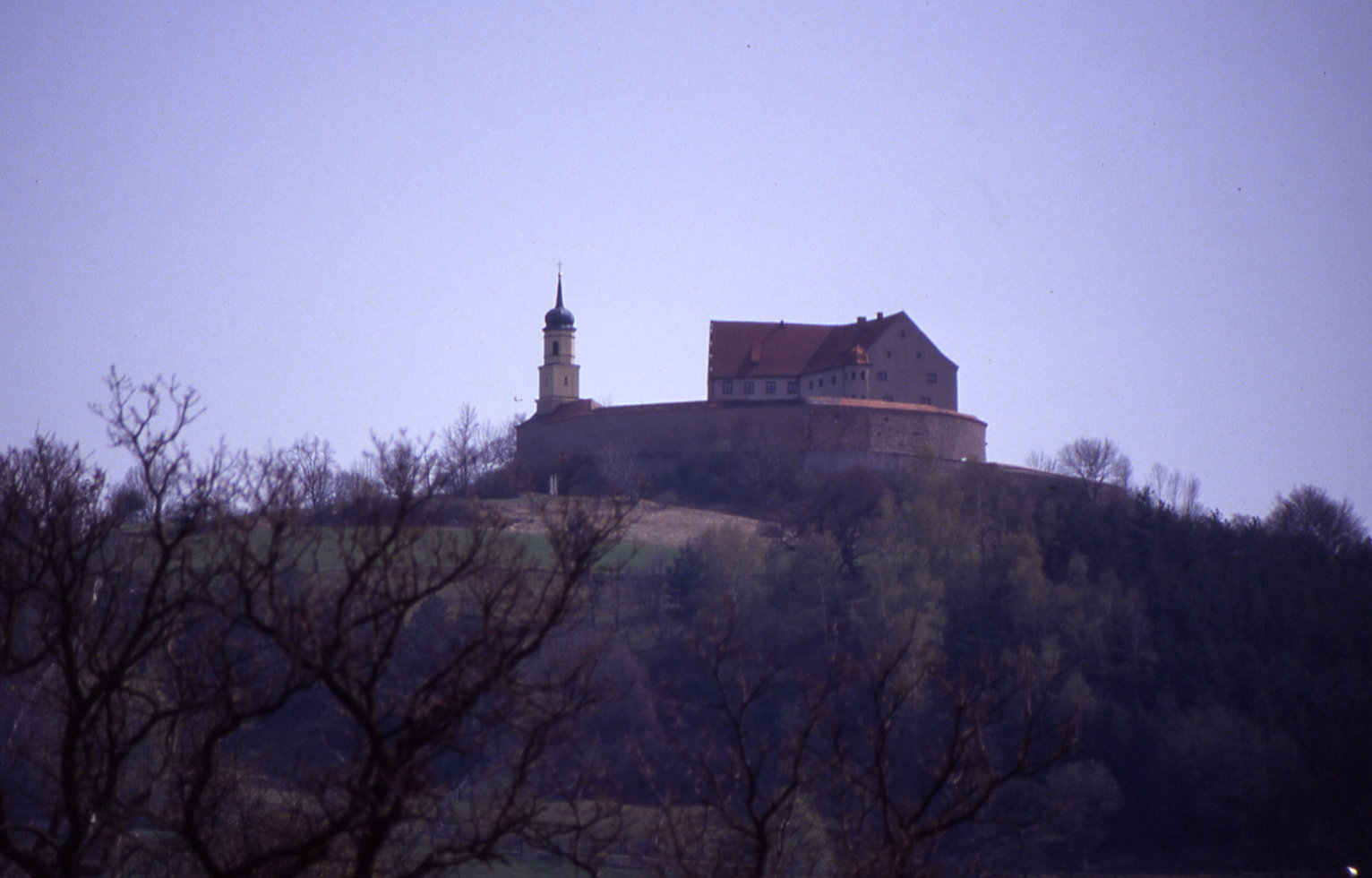
Schloss Spielberg

Bereits von weither sichtbar ist das Schloss Spielberg, das von 1983 bis 1988 von dem Künstler Ernst Steinacker saniert wurde und in dem er bis zu seinem Tod im Jahr 2008 wirkte.